# Institut français du design
Pour les articles homonymes, voir IFD.
L’Institut français du design (IFD), fondé en 1951 par Jacques Viénot, figure du design français, est une organisation visant à promouvoir le design dans l’industrie, et sélectionne des produits et services qui privilégient le respect de l’utilisateur et de son environnement.
L'IFD récompense donc, chaque année, le design dans l'industrie en octroyant des Janus, qui sont des labels attribués dans différentes catégories (voir paragraphe ci-après). Ces labels sont octroyés en fonction de critères fondamentaux que l'Institut s'efforce d'appliquer, qui sont les "5E", pour : Économie, Ergonomie, Esthétique, Éthique et Emotion.
L'institut français du design possède un rayonnement au-delà des labels qu'il attribue, puisqu'Anne-Marie Sargueil a fait partie du jury du prix du Design bonbon lors du Festival Sens Chocolat Equateur en 2016. Son intervention lors de ce jury a cependant fortement représenté l'IFD puisqu'elle a donné son analyse Design de chaque bonbon vu sous l'angle de la culture du design à partir des "5E" du produit.

## Histoire
- 1951 : Entouré de 400 dirigeants industriels, Jacques Viénot invente le concept d'« esthétique industrielle » et fonde l'Institut d'Esthétique Industrielle, dont le but est de faire progresser les produits de l’industrie française grâce au design au travers notamment de la Revue d’Esthétique Industrielle, renommée en 1965 "design industriel" .
- 1952 : Une commission composée d’architectes, industriels, stylistes, philosophes  rédige les « lois » de cette discipline sous la forme d'un  code de déontologie visant à codifier les pratiques du métier de designer en France.
- 1953 : L'association fondée par Viénot organise les premières sélections de produits et se dote de la marque « Beauté France ». Sous l'impulsion du Ministre du Commerce, « Beauté France » devient un label par arrêté ministériel du 13 novembre 1953
- 1965 : Le label est rebaptisé « Beauté Industrie »
- 1972 : L'IEI devient IFEI, et « Beauté Industrie » devient « Formes et Industrie », label français d'esthétique industrielle, parrainé par le Ministre du Commerce extérieur
- 1984 : L'Institut d'Esthétique Industrielle devient l'Institut Français du Design Industriel et élit à la tête Anne-Marie Sargueil. Celle-ci s'attache alors à élargir le champ d'action aux nouveaux marchés du design, en intégrant l'Europe, les PME et les jeunes. Le label « Beauté Industrie » devient le Janus de l'Industrie
- 1985 : Le Janus de l'Étudiant récompense les meilleurs projets de fin d’études réalisés par de jeunes designers
- 2004 : Le Janus de la Santé, en partenariat avec le Pôle des Technologies Médicales de Saint-Étienne, encourage les produits et services médicaux les mieux adaptés aux patients et à leur environnement professionnel et familial
- 2005 : Le Janus du Commerce récompense les enseignes utilisant le design comme outil de réflexion et d’innovation pour humaniser l’acte de commerce et améliorer le confort du consommateur
- 2005 : Le premier Janus de la Cité est accordé à l'étude du tramway et du mobilier urbain de Valenciennes (agence And Partenaires).
- 2007 : Le premier Janus du Service a été décerné à JCDecaux pour son initiative exemplaire en faveur de la ville de Paris, avec Vélib'.
- 2008 : Janus de l'industrie décerné à la nouvelle collection d'art d'Arnould. Le groupe Arnould est une filiale du groupe Legrand a été récompensé pour sa gamme d'appareillage électrique d'avant-garde. Arnould avait reçu le Janus avec les gammes : Venus en 1989, Club en 1994[3].
- 2012 : Le Janus de la prospective a été décerné au démonstrateur du futur cockpit du futur ODICIS[4].
- 2013 : Attribution du premier Janus espace de vie à Kawneer le 2e janvier. Kawneer a reçu ce nouveau Janus pour Extens'K son nouveau concept d'espaces et d'extensions de l'habitat. Extens'K est une gamme d'espaces à vivre avec un design contemporain[5].
- 2014 : Le Janus de la prospective a été décerné à DCNS
- 2015 (16 avril 2015) : Janus de la santé attribué à Tarkett. La marque Tarkett propose des solutions innovantes de revêtements de sol. Elle reçoit deux Janus : celui de la santé pour le sol connecté Floor in Motion ainsi qu'un autre Janus pour la gamme Linosom XF[6]. De plus, le Janus composant et matériaux a été décerné au directeur de Cosentino France pour sa nouvelle surface Dekton[7].
- 2018 : Le Janus, label-référence en matière de Design, fête ses 65 ans : pour célébrer cet anniversaire, l’Institut Français du Design a décidé de rendre hommage aux entreprises de l’industrie, du commerce et aux professionnels du design qui font honneur à ce label-référence[8]. De plus, JCDecaux numéro mondial de la communication extérieure et pionnier du vélo en libre service a reçu un Janus de la Cité pour son nouveau vélo en libre service déployé à Lyon : le Vélo'v. Un deuxième Janus espace de vie a été décerné à Eklo Hotels et Studio Janréji. Cette entreprise a proposé un modèle d'hôtellerie hybride en allant les aspects de confort, qualité, économie en privilégiant la convivialité et la rencontre[9].

Sont associés aux actions de l'IFD des grands groupes et des PME comme : Auchan, Danone, Dirickx, Electrolux, Estee Lauder, Brandt, Fnac, Ikea, Louis Vuitton, Philips, Plastic Omnium, Raidlight, Schneider Electric, Tetra Pak, Thuasne, TLV, Unibail-Rodamco, Whirlpool, Legrand, Withings, Tarkett, PSA Peugeot Citroën, Carrefour, Air France

## Missions
L'IFD est principalement constitué de quatre missions, d'expertise, d'accompagnement, d'anticipation et de conseil.
- Une mission d’expertise : L’Institut Français du Design décerne le label officiel Janus. Celui ci est attribué par un jury pluridisciplinaire et indépendant. Les professionnels dans les domaines de l’industrie, du commerce et des services reconnaissent ce label, et il valorise le couple marque-produit auprès des médias et du grand public.
- Une mission d’accompagnement : Création par l'IFD de Design Campus, Observatoire des formations, des métiers et de l'emploi.; afin de développer les services du Janus de l'Étudiant et faire bénéficier les écoles et les jeunes professionnels de ses réseaux,
- Une mission d’anticipation : Cette mission favorise l’innovation par le design, l’IFD facilite la mise en relation de différents acteurs et forme des groupes d’étude autour de projets communs.
- Une mission de conseil : Les entreprises de tous les secteurs font appel à l’expertise de l’IFD pour orienter leur démarche : afin d'apporter de l'aide pour définir un cahier des charges, apporter des connaissance dans la gestion d'appels d'offres, ainsi que pour la sélection de designers[11].

## Les Janus
Chaque année L'IFD décerne le label Janus depuis 1953 aux entreprises ayant acquis un avantage concurrentiel fort grâce au design dans leurs produits, espaces et services.
L’Institut Français du Design a choisi la figure de JANUS, divinité antique aux deux visages pour nommer le label qu’il décerne. Il est le dieu romain des commencements, des fins, des choix, du passage et des portes : il symbolise le design qui offre une transition entre les acquis du passé et les promesses de l’avenir. Les yeux rivés vers l’avenir, il se nourrit de son expérience et de sa mémoire, c’est pour cela qu’il est le plus représentatif des démarches que récompense ce label.
Le jury pluridisciplinaire de 50 experts issus des univers de l’entreprise, de la création et des sciences humaines veille en particulier au respect des « 5 E »: économie, ergonomie, esthétique, éthique et émotion, complété depuis 2010 par une mention « éconception » avec la collaboration de l'ADEME, qui préfigure ce que sera le Janus dès 2013 : l’Éco-Janus (intégrant de manière obligatoire l’écoconception).
Les Janus sont déclinés sous treize formes :
- Le Janus de l’Industrie : consacré aux produits industriels pensés dès leur conception pour apporter une valeur d’usage aux consommateurs, le label, au départ consacré à l’industrie s’est enrichi de nouveaux domaines qui sont les suivants :
- Le Janus de la Santé : consacré aux dispositifs médicaux rendant service au patient, à la personne avec un handicap et au personnel soignant
- Le Janus du  Service : consacré aux services exemplaires pour leur design et le lien qu'ils établissent entre les interfaces et l'objet
- Le Janus de la Cité : consacré aux initiatives exemplaires des collectivités en faveur des citoyens, il labellise les réalisations qui améliorent le cadre de vie des habitants et usagers de la ville.
- Le Janus du Commerce : consacré aux points de vente qui améliorent l’expérience du consommateur
- Le Janus de l’Espace de vie : consacré aux espaces publics et privés conçus pour améliorer les conditions de vie de leurs usagers
- Le Janus de la Prospective : consacré aux innovations expérimentales qui impactent le comportement des utilisateurs, crée de nouveaux gestes, une nouvelle interface et une nouvelle économie
- Le Janus de la Mode et du Bien-être : consacré aux collections dont les matières innovantes et esthétiques marient le style au bien-être
- Le Janus du Mobilier : consacré à l’innovation dans le secteur de l’ameublement, à condition que soient associés le confort d’usage (ergonomie, fonctionnalités) et le style, pour des produits utiles et harmonieux
- Le Janus des Composants et des Matériaux : consacré aux innovations industrielles qui offrent de nouveaux conforts, facilitent des gestes plus intuitifs et relèvent des défis écologiques
- Le Janus du Patrimoine et de l’Innovation : consacré à l’évolution des savoir-faire dans un esprit d’ancrage territorial, favorisant le maintien de l’emploi et contribuant à la pérennité de l’entreprise
- Le Janus de la Marque : récompense une stratégie globale et la mise en œuvre d'un système cohérent de signes et de points de contacts avec toutes les parties prenantes (clients, salariés, fournisseurs, prescripteurs, médias, influenceurs, etc.)
- Le Janus du Sensoriel : consacré aux marques et réalisations qui redonnent la primauté aux sens dans le parcours d'expérience.

Ce label est reconnu par le ministère de l'Industrie et du Commerce français.

## Les acteurs français du design
- Les différentes formations :
  - L’ENSCI : Il s’agit de l’école nationale supérieure de création industriel. L’ENSCI est un établissement public à caractère industriel et commercial.
  - Les Écoles spécialisées en design : L’association France design éducation regroupe 14 écoles relevant de différentes tutelles (Ministère de l’Éducation Nationale, Culture, Industrie) et de statuts différents (publiques, consulaires, privées).
  - Les Écoles supérieures d’art et de design : L’association nationale des écoles d’art été créée en 1995, elle fédère les 45 écoles supérieures d'art sous tutelle du ministère de la Culture et de la Communication.

- La promotion et la communication :
  - L’APCI : Il s’agit de l’agence pour la promotion de la création industrielle. Elle organise des concours et des expositions des séminaires, des rencontres entre jeunes designers et employeurs potentiels.
  - Le VIA : Valorisation de l’Innovation dans l’Ameublement : Le VIA est un lieu d’exposition et de réflexion prospective. Son rôle est de découvrir des talents et de conseiller des entreprises en matière de stratégie et de management de la création. Le VIA contribue également à promouvoir et à valoriser le design et l’innovation au travers de nombreuses manifestations en France et à l’étranger.
  - La Cité du design de St Étienne : C’est un acteur majeur de la promotion du design en région Auvergne-Rhône-Alpes. Ses actions rayonnent au-delà du périmètre régional.
  - L’institut français du design : Il est assisté d’un jury pluridisciplinaire de 50 experts issus de différente univers tels que celui de l’entreprise, de la création et des sciences humaines. L’Institut Français du Design décerne le label Janus comme cité ci-dessus[15].

### Ouvrages
- Jocelyne Le Bœuf (2006), "Jacques Viénot , 1893-1959, pionnier de l’esthétique industriel", Coédition des Presses Universitaires de Rennes et de l’École de design Nantes Atlantique